# Leistalm
Die Leistalm ist eine Alm in den Gemeinden Bad Mitterndorf und Stainach-Pürgg im österreichischen Bundesland Steiermark. Die im Privatbesitz befindliche Alm liegt am Südfuß des Grubsteins, im Südteil des Toten Gebirges, in einer Seehöhe von 1640 m ü. A. In den Sommermonaten werden Rinder aufgetrieben und behirtet. Auf der Alm befinden sich 3 Hütten, wobei die Wiadahoamhütte als Bewirtungsbetrieb geführt wird. Die Alm ist nur über Wanderwege zu Fuß erreichbar. Die Leistalm ist Teil der 6-Seen-Runde und ein beliebtes Ausflugsziel. Sie liegt am Salzsteigweg (Österreichischer Weitwanderweg 09).

## Wanderwege
- Weg 218: Von der Tauplitzalm nach Osten vorbei am Steirersee und Schwarzensee zur Leisthütte.
- Weg 216: Von Hinterstoder über das Salzsteigjoch
- Weg 216: Von Tauplitz über die Riesenhöhe